# Matsumoto Stadium
Le Matsumoto Stadium (en japonais : 長野県松本平広域公園総合球技場) surnommé « Alwin» est un stade de football, situé à Matsumoto, dans la préfecture de Nagano au Japon.
Érigée en 1999, il accueille les matchs à domicile du club de football Matsumoto Yamaga Football Club. Sa capacité est de 20 396 places.

## Utilisations et équipements
Le Matsumoto Stadium est principalement utilisé pour les rencontres de football, mais il accueille également d'autre sports comme le rugby et le football américain. Surnommé "Alwin" en référence au Alpes japonaises et au mot anglais "wind" qui correspond au vent en français. Le stade a été utilisé par l'equipe du Paraguay de football comme camp de base pour la Coupe du monde 2002 au Japon. L'enceinte a abrité deux matchs de la Coupe Kirin, le premier en 2007 entre la Colombie et le Monténégro et le second en 2011 entre le Pérou et la République tchèque.
Le stade est situé à 300 mètres de l'aéroport de la ville. En raison de cette proximité avec l'aéroport, le stade a du être enfoncés à environ 10 mètres dans le sol. Pour cette même raison, le stade ne peut posséder de toit, à cause de la limite de hauteur pour l'atterrissage des avions. Le stade ne peut donc pas répondre aux critères de stade de la catégorie B qui exige un toit couvrant au minimum un tiers des spectateurs. Or, dans se stade le toit ne recouvre que la tribune principale. Il possède donc qu'une plate-forme en acier pour les projecteurs qui possède une puissance de 1500 lux. 
On trouve sous la tribune principale des vestiaires ainsi qu'une salle d'échauffement. On y trouve aussi une salle de conférence où l'on peut effectuer des réunions par exemple. 

## Galerie

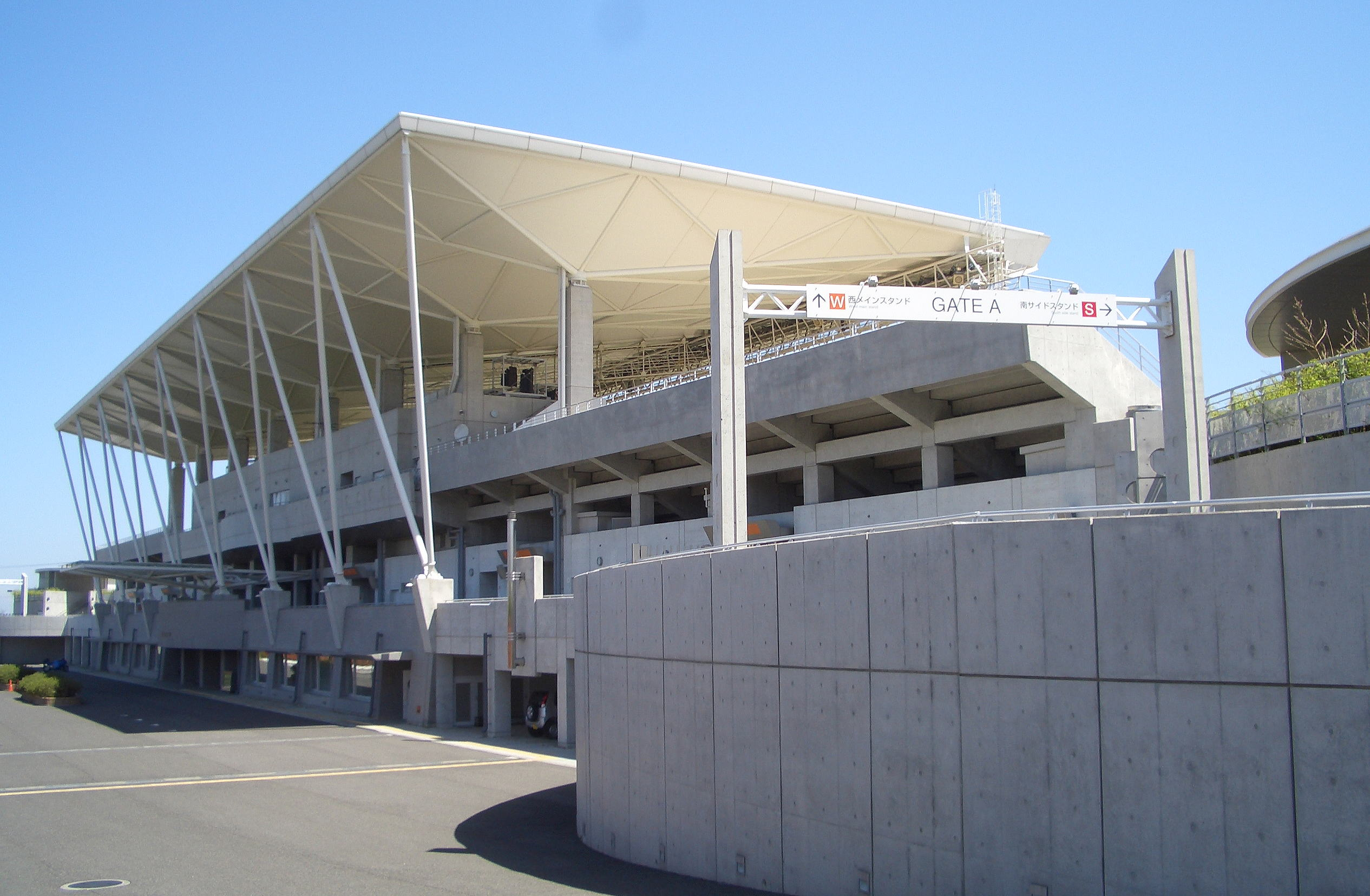
Tribune principale
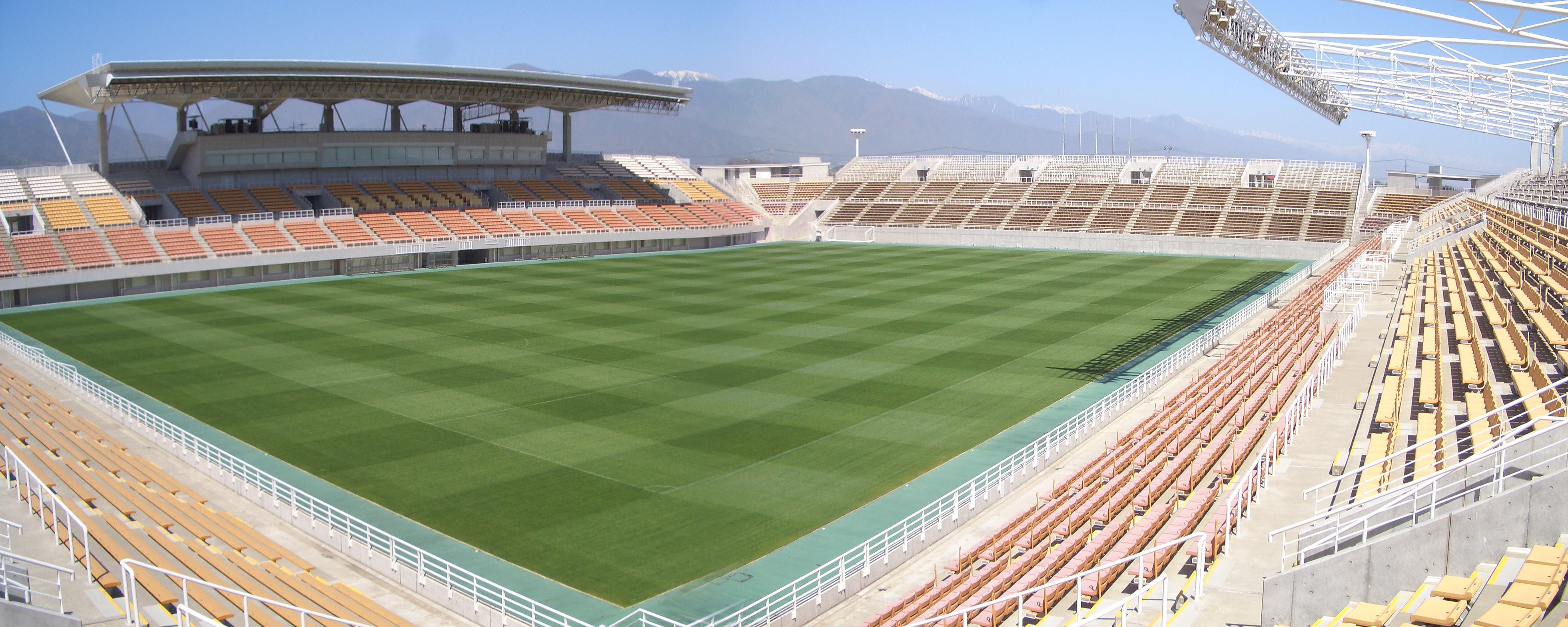
Tribune principale
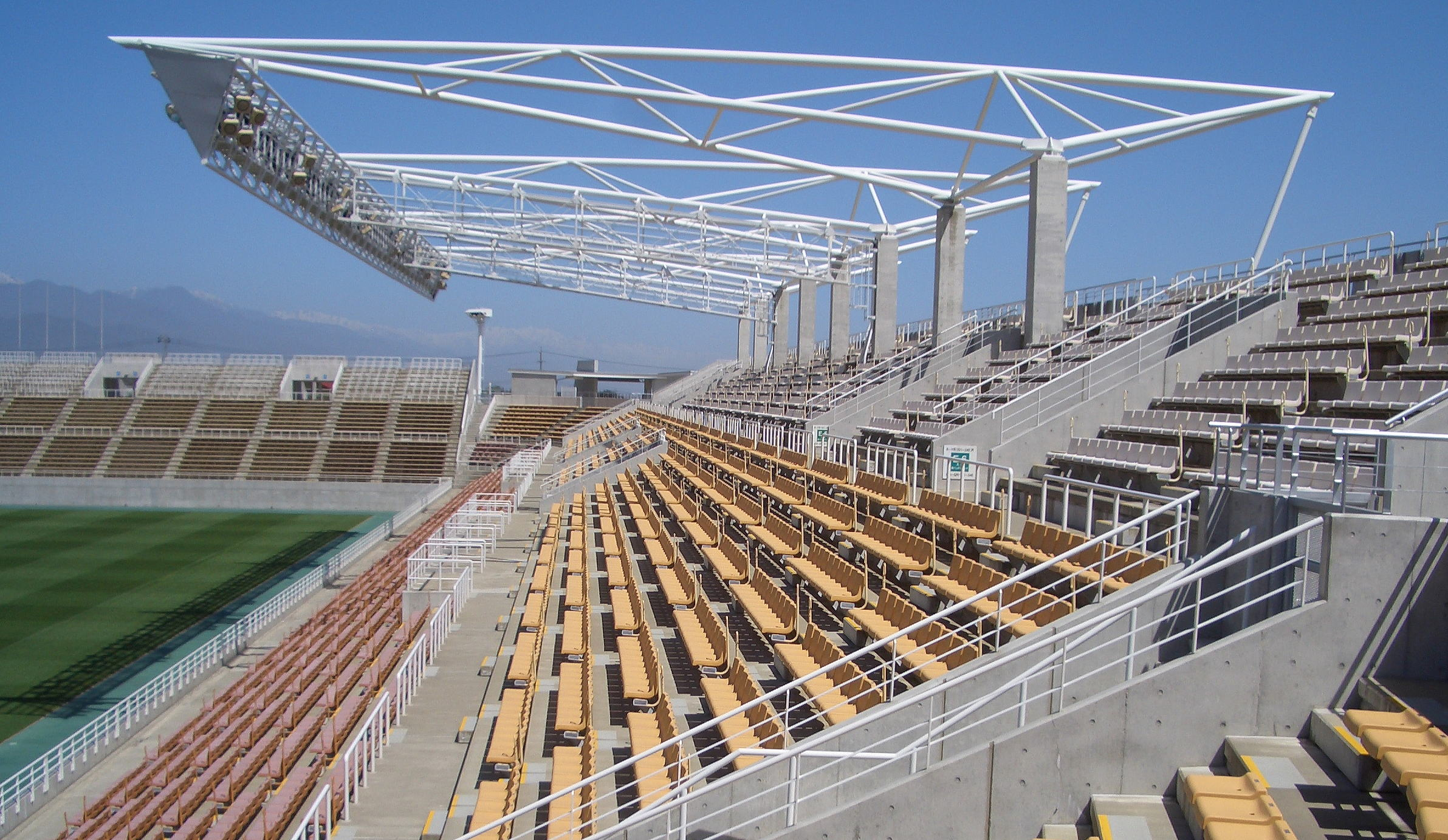
Eclairage
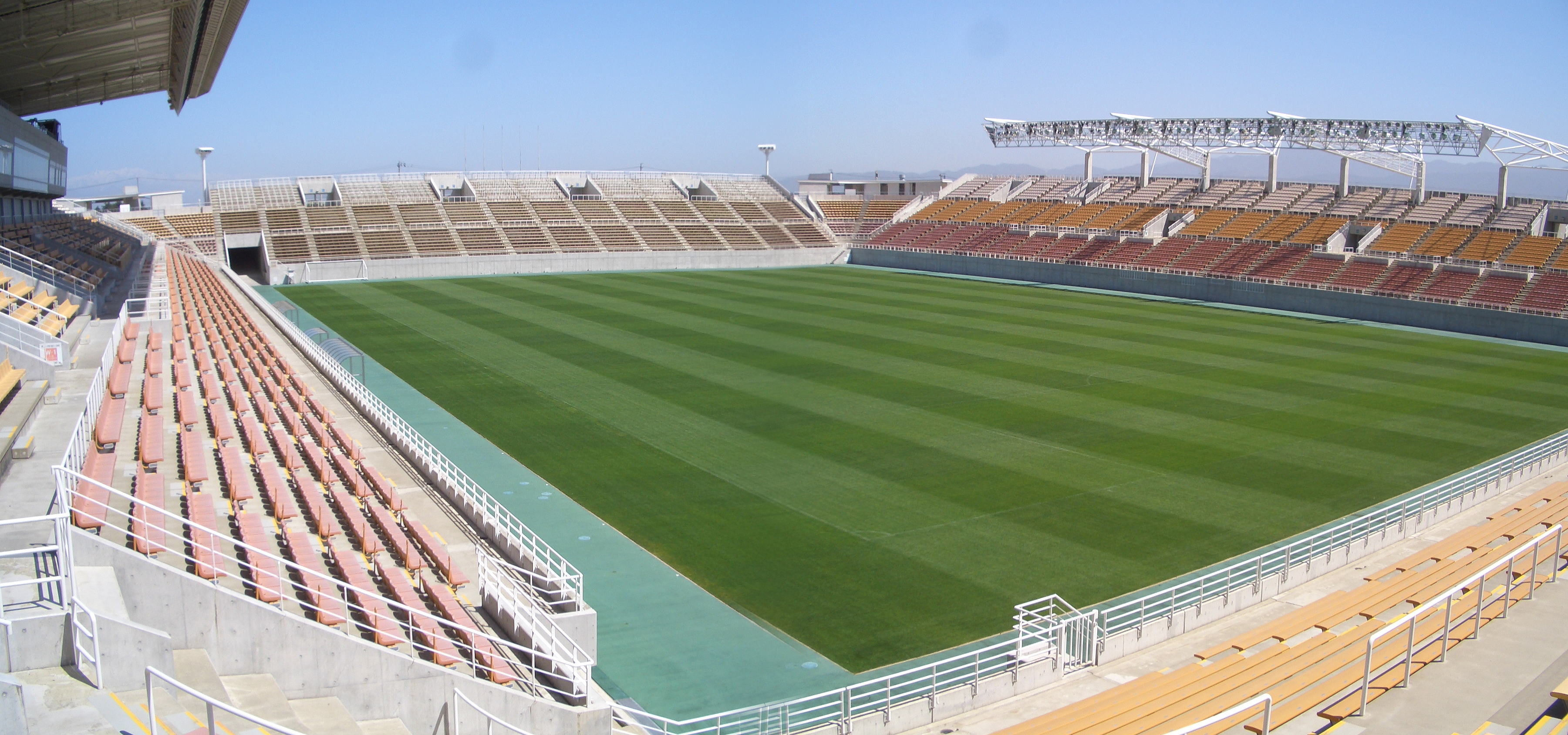
Vue depuis la tribune principale
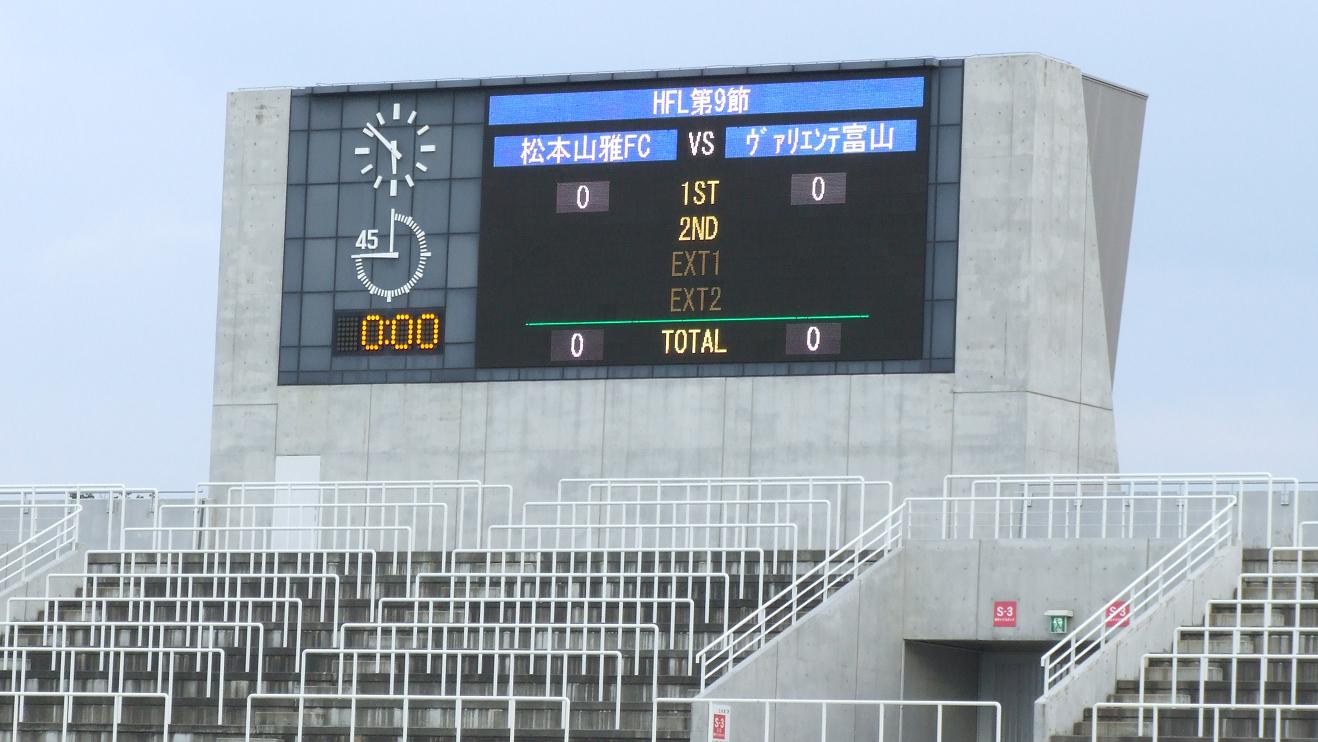
Equipement vidéo